# Perkebunan Bungara
Perkebunan Bungara is een bestuurslaag in het regentschap Langkat van de provincie Noord-Sumatra, Indonesië. Perkebunan Bungara telt 1031 inwoners (volkstelling 2010).